# Красная комната (картина Матисса)
«Красная комната», также «Гармония в красном» (фр. La chambre rouge, Harmonie rouge), первоначально «Гармония в голубом» — картина французского художника-фовиста Анри Матисса из собрания Государственного Эрмитажа.
В комнате, оклеенной красными обоями с синим растительным орнаментом, у обеденного стола стоит рыжеволосая женщина в тёмно-синей блузе и белой юбке. Стол покрыт скатертью с аналогичным обоям рисунком. На столе стоят два графина и две вазы с фруктами, помимо этого фрукты свободно разложены по всей плоскости стола. Слева у стола расположен стул с жёлтым сиденьем, над ним в стене окно, через которое виден утрированно упрощённый пейзаж с зелёным кустом, белыми деревьями и домиком на горизонте. В левом нижнем углу жёлтой краской нанесена подпись художника и дата: Henry-Matisse 1908.
Картина была написана в 1908 году к Осеннему салону и первоначально называлась «Гармония в голубом»; была выставлена в салоне под условным названием «Декоративное панно для столовой». Она была создана по заказу московского промышленника и коллекционера С. И. Щукина, который выплатил художнику гонорар за неё в размере 4000 франков ещё до открытия салона. В каталоге салона владелец картины был указан под инициалами M. Sch. Исследователь щукинской коллекции Н. Ю. Семёнова упоминает, что одновременно с «Красной комнатой» Матисс по заказу Щукина написал «Статуэтку и вазу на восточном ковре» (холст, масло; 89 × 104 см; Пушкинский музей, инвентарный № Ж-3296).
Подобная композиционная схема несколько раз использовалась Матиссом ранее. Первый раз она появилась в 1896 году в его реалистической картине «Бретонская служанка» (Музей Матисса в Ле-Като-Камбрези), а год спустя — в импрессионистском полотне «Десертный стол» (частная коллекция).
В «Красной комнате» Матисс максимально упростил краски и контуры и подчинил всё построение картины мощному S-образному декоративному орнаменту обоев и скатерти.
А. Г. Костеневич сообщает, что эта так называемая «жуйская ткань», изготовленная на фабрике в Жуи-ан-Жоза под Версалем, задействовалась Матиссом в качестве реквизита вплоть до конца жизни. Ткань была голубого цвета и неоднократно использовалась художником в своих работах; в частности, она же была показана им в эрмитажном «Натюрморте с голубой скатертью» (1909 год; холст, масло; 88,5 × 116 см; инвентарный № ГЭ-6569) и картине «Портрет Греты Молль» из Лондонской национальной галереи (1908 год; холст, масло; 93 ×73,5 см, инвентарный № NG6450). В «Красной комнате» она изначально была написана также голубого цвета. Долгое время считалось, что Матисс переписал картину уже после завершения Осеннего салона перед отправкой её в Москву. Однако 1 ноября 1908 года в газете «L’Art Moderne» был напечатан отзыв о Салоне критика Г. Жан-Обри, в котором говорится об «этой большой композиции, своего рода симфонии в красной камеди и ультрамарине». Матисс изменил главенствующий голубой цвет на красный перед самым открытием Салона, уже когда картина была вставлена в раму, и края холста, закрытые рамой, остались непереписанными. Также упоминается, что картину в первоначальном состоянии видел Амбруаз Воллар, посетивший мастерскую Матисса незадолго до начала Салона.
Альфред Барр, ссылаясь на устные рассказы самого Матисса, выделял три этапа состояния картины: сначала она была в холодной зеленоватой тональности, затем стала голубой и наконец красной. Однако это мнение было оспорено: дочь и сын Матисса утверждали, что картина имела только два состояния — голубое и красное. Кроме того, в семье Матисса сохранялся цветной диапозитив картины, выполненный Эженом Дрюэ в недавно изобретённой автохромной технике. Этот диапозитив был впервые опубликован лишь в 1986 году, и на нём запечатлено голубое состояние картины. А. Г. Костеневич предполагает, что поскольку воспоминания детей Матисса были озвучены лишь 60 лет спустя после написания картины, два относительно близких состояния картины (зеленоватое и голубое) не отложились в их памяти по отдельности и могли по прошествии столь длительного времени слиться воедино.
Исследование картины в научно-технической лаборатории Эрмитажа выявило отдельные участки живописи по кромкам, сохранившие холодный зеленоватый тон — они заметны невооружённым глазом, в особенности по нижнему краю картины. В результате исследований было установлено, что была переписана женская фигура и заново прописаны деревья, ставшие белого цвета. Косвенное свидетельство о последовательных изменениях цветовой гаммы обнаруживается в «Заметках живописца» самого Матисса, опубликованных в конце того же 1908 года, где говорится о возможности заменять краски в живописи: «при помощи последовательных модификаций красное заменяет там зелёное». А. Г. Костеневич цитирует черновик письма Матисса Щукину: «Вот уже месяц, как я считал G. N. M. (grande nature morte — большой натюрморт) законченным и поместил его на стене своей мастерской, чтобы лучше судить о нём. В этот момент Дрюэ и сфотографировал его. Затем он показался мне недостаточно декоративным, и я не мог поступить иначе, как только снова приняться за него, чему сегодня я радуюсь. Ибо даже те, кто вначале считал, что он сделан хорошо, теперь находят его значительно более красивым. Сам я очень удовлетворён схемой. Я пошлю Вам фотографию его первого состояния и при помощи акварельного наброска попытаюсь дать вам идею его цвета». Н. Ю. Семёнова приводит другие слова Матисса: «Это не другая картина. Просто я ищу силу и равновесие цвета». Упомянутый акварельный набросок не сохранился или остался неизвестным современным исследователям.
В 1909 году картина прибыла в Москву и была помещена в Щукинском особняке в Большом Знаменском переулке. После Октябрьской революции его собрание было национализировано и эта картина среди прочих оказалась в Государственном музее нового западного искусства. После упразднения ГМНЗИ в 1948 году картина была передана в Государственный Эрмитаж. С конца 2014 года выставляется в Галерее памяти Сергея Щукина и братьев Морозовых в здании Главного Штаба (зал 438).
Главный научный сотрудник Отдела западноевропейского изобразительного искусства Государственного Эрмитажа, доктор искусствоведения А. Г. Костеневич в своём обзоре французского искусства середины XIX — середины XX века отмечал, описывая картину:

Первое, что поражает в «Красной комнате», — её активно афишная яркость и простота. Однако плакатность картины обманчива, ибо плакат рассчитан хоть и на быстрое, но непродолжительное овладение вниманием <…> Напротив, панно Матисса, как всякая великая живопись, заставляет всматриваться и поддаваться воздействию его мощной ритмической структуры. Эта структура подчиняет себе любую деталь, будь то деревья в саду, графины на столе или служанка, ставящая на стол вазу с фруктами. Принцип арабеска позволял художнику вовлекать в общую игру всё, что попадало в его поле зрения, и картина <…> становилась самостоятельным организмом или самодостаточным миром.